# Pledge This!
Pledge This! è un film del 2006, diretto da William Heins.

## Trama
In un'università del sud, un preside molto bello accoglie un gruppo di ragazze non convenzionali di matricole che cercano l'accettazione nella sua casa.

## Distribuzione internazionale
- Stati Uniti d'America: 1º dicembre 2006
- Russia: 8 febbraio 2007
- Giappone: 31 marzo 2007